# Мітя Ковачевич
Мітя Ковачевич (словен. Mitja Kovačevič, нар. 12 квітня 1991, Любляна) — словенський футболіст, захисник клубу «Олімпія» (Любляна).

## Ігрова кар'єра
У дорослому футболі дебютував 2010 року виступами за команду клубу «Олімпія» (Любляна), кольори якої захищає й донині.